# Office national des postes et de l'épargne
Pour les articles homonymes, voir La Poste.
L’Office National de la Poste et de l’Épargne (ONPE) alias La Poste centrafricaine est l’opérateur public responsable du service postal en République centrafricaine.

## Réglementation
L’ONPE est un établissement public doté d’une autonomie administrative et financière, 
distinct des services de télécommunications placé sous la tutelle du ministère des Postes, Télécommunications et nouvelles technologies. La Centrafrique s'est doté d’une Autorité de Régulation des Communications Electroniques et de la Poste (ARCEP) depuis avril 2017.

## Activités
La Poste centrafricaine exerce toutes les fonctions d'administration postale, dont :
Dans le champ postal:
- collecte, transmission et livraison d'articles de correspondance, documents et petits paquets;
- fonctionnement du monopole postal
- conformément aux dispositions de la loi 94.012 du 22 novembre 1994, l'ONPE peut transférer une partie du monopole.

Dans le domaine de l'épargne:
- promotion de l'épargne publique, réception d'épargne et rendement

Autres domaines de services financiers:
- fonctionnement du service de mandat, au niveau domestique et avec d'autres services postaux
- le centre de chèques postaux (banque postale) est ouvert aux clients et effectue des opérations commerciales et les transactions, y compris le paiement des salaires aux fonctionnaires de l'État qui détiennent des comptes courants.

## Identité visuelle

avant le 7 mars 2018
nouveau logo